# Popkultur
Als Popkultur (von lateinisch populus, deutsch ‚Volk‘, englisch pop culture) oder Populärkultur werden kulturelle Erzeugnisse und Alltagspraktiken, die vor allem seit dem 20. Jahrhundert im Zuge der gesellschaftlichen Modernisierung als Massenkultur Verbreitung finden, bezeichnet. Die Etablierung des Massenkonsums seit dem späteren 19. Jahrhundert spielt dabei eine Rolle. Beispiele für Populärkultur sind Sport, Massenmedien, Trivialliteratur, populäre Musik und Computerspiele.
Der Begriff Populärkultur hat sich auch als allgemeinerer und neutraler Ersatz für die ältere Bezeichnung „Volkskultur“ durchgesetzt. Der Ausdruck Populärkultur ist eher Fachjargon, Popkultur dagegen eher Szenejargon. Im modernen Sinne, etwa in der Soziologie und den Cultural Studies, bezeichnet Populärkultur gesamtgesellschaftliche Phänomene, die nahezu alle kulturellen Sparten umfassen. Populärkultur unterscheidet sich durch ihren „populären“, also volkstümlichen oder auch proletarischen Charakter von der sogenannten Hochkultur. Populärkultur kann aus Subkultur entstehen, die sich vom Vorherrschenden oder Elitären unterscheidet. Oft wird Subkultur später zur Mode und damit zum Mainstream.

## Wesen
Für neomarxistische Kritiker in der Tradition der kritischen Theorie ist das Wesen von Popkultur gegenüber den bestehenden gesellschaftlichen Verhältnissen konformistisch und affirmativ. Sie entsteht in einer kapitalistischen Gesellschaft stets als Warenform und folgt deshalb ihren „Gesetzen“ – der Logik des Marktes. Theodor W. Adorno und Max Horkheimer prägten in diesem Zusammenhang das Schlagwort der „Kulturindustrie“. Diese Diagnose beinhaltet die abwertend gemeinte Charakterisierung der Popkultur als Bestandteil einer herrschenden Ideologie im Sinne eines „falschen Bewusstseins“.
In neueren Diskussionen innerhalb der politischen Linken, insbesondere in der Tradition der Cultural Studies, wird Popkultur dagegen differenzierter behandelt und weniger eindeutig dem Bereich der Ideologie zugeordnet. Vielmehr erscheint sie nun – im Anschluss an Antonio Gramscis Hegemonietheorie sowie an die poststrukturalistische Diskursanalyse – als Feld, auf dem sich gesellschaftliche Konflikte und Veränderungen kulturell manifestieren. In der Popkultur – und vor allem ihren Rezeptionsweisen, wie vor allem Stuart Hall und John Fiske betonen – könne sich deshalb auch politischer Widerstand bzw. Subversion ausdrücken.

## Geschichte
Seit dem 18. Jahrhundert bildet sich eine spezifische Sphäre „Kultur“ innerhalb der bürgerlichen Gesellschaft heraus. Populäre Formen sind dabei schon immer Teil dieser Entwicklung gewesen. Kultur der Moderne entsteht durch die Dialektik von Hoch- und Populärkultur bzw. Eliten- und Massenkultur.
Gegen Ende des 19. Jahrhunderts entdeckt die bürgerliche Gesellschaft Kultur für sich, was mit wachsendem Wohlstand und steigender Bildung zusammenfällt, die durch die Industrialisierung ermöglicht wird. Zu Beginn des 20. Jahrhunderts beginnt die Mittel- und Unterschicht damit, „einfache“ Künstler, z. B. Straßenkünstler, als kulturelles Phänomen zu rezipieren. Dadurch werden die Grenzen zwischen den herkömmlichen Sphären Hochkultur und Alltagskultur zunehmend aufgelöst. Mit dem Wachsen der Definitionsmacht der Popkultur wird die Dichotomie „Alltagskultur | Hochkultur“ auch kraft der öffentlichen Meinung in Frage gestellt.
Auch die universitäre Geschichtswissenschaft hat sich in den vergangenen Jahren der Popkultur geöffnet und diskutiert Popgeschichte als Forschungsperspektive etwa innerhalb der Kulturgeschichte und der Zeitgeschichte.

## Pop als diskursives Phänomen
Wie Roger Behrens schreibt, ist Pop wesentlich ein diskursives Phänomen. Pop habe „mit der Art und Weise zu tun, in der über Pop geschrieben und reflektiert wird, damit, inwiefern Pop selbst neben einer kruden kulturell-ökonomischen Realität ein Produkt von Diskursen ist. Das Reden über Pop ist bisweilen mehr Pop als das, worauf es gerichtet ist.“ Dem Begriff Popkultur haften mittlerweile zahlreiche Mythen an, die seinem Wesen jedoch kaum gerecht werden.

### Pop versus Sub Pop
Pop ist in seinem Wortsinn als populäre Kultur zu verstehen, die sich nicht auf Musik beschränkt. Auch Malerei, Literatur, Fotografie usw. gehören dazu. Popkultur lässt sich auch nicht durch Subgenres abgrenzen, da sich auch Hardcore Punk, Hip-Hop, Techno oder einfach Underground bzw. Independent unter den Begriff fassen lassen. In der allgemeinen Wahrnehmung kommt es begrifflich aber zu allerlei Verzerrungen, da der Begriff aufgrund seiner Geläufigkeit oft zweckfremd instrumentalisiert wird. Martin Büsser übt beispielsweise ausgehend von der Unterteilung in Genres, die er als Independent und als Mainstream kennzeichnet, seine Kritik. Popkultur setzt er dabei mit Mainstream als Massenkultur gleich. Diese wiederum als subjektiv schlecht empfundene Massenkultur stellt er dem vermeintlich „guten“ Independent entgegen.
Der Independent-Popkultur ganz besonders, aber auch dem Mainstream-Pop werden oftmals politische Werte wie Subversion und Widerständigkeit zugeschrieben. Popkultur sei ihrem Wesen nach mit Ideen wie Internationalität, Offenheit und Toleranz, Grenzenlosigkeit, sexueller Befreiung, Selbstbestimmung von Frauen, Spaß und Verteidigung demokratischer Werte im Allgemeinen verknüpft. So habe die Übernahme der amerikanischen Popkultur in Europa nach dem Zweiten Weltkrieg eine – besonders für Deutschland wichtige – Befreiung von bürgerlichen traditionellen Strukturen ermöglicht. „Elvis Presley war nicht umsonst kein Deutscher“, wie das „Magazin für Popkultur“ Spex einmal formulierte.
Dennoch gibt es auch Theoretiker wie Marvin Alster oder Roger Behrens, die innerhalb der Popkultur selbst Kritik üben oder manchen popkulturellen Erscheinungen gar den Status „Pop“ absprechen. Nachdem das Genre „Deutschpop“ sich in Deutschland intellektuell etablierte und das Goethe-Institut spezifisch deutsche Kultur ins Ausland zu exportieren versuchte, warfen die Autoren der Initiative I Can’t Relax In Deutschland die Frage auf, ob es sich bei bewusst nationalistisch beseelter Musik überhaupt noch um Popkultur im eigentlichen Sinn des Wortes handele. Diese traditionell verhaftete Spielart habe mit freiheitlichen Werten wie Toleranz, Offenheit und Freiheit gebrochen – Grundprinzipien, für welche Popkultur immer gestanden habe.

### Popkultureller Ursprung
Popkultur unterliegt einem dynamischen Entwicklungsprozess mit wechselseitigen Einflüssen aus Soziokultur, Staats- und Nationalkultur sowie Wirtschaftskultur. Dieser Prozess ist historisch gewachsen. Der Popkulturtheoretiker Diedrich Diederichsen unternahm den Versuch, Popkultur in Phasen einzuteilen. Er bezeichnete die Phase des Pop der 1980er Jahre in Abgrenzung zu den 1960ern als Pop II und die Phase seit 1990 als Pop III. Der Titel der WDR-Reihe 50 Jahre Pop ist zu hinterfragen, da der Ursprung der Popkultur auch in Deutschland bereits in den frühen zwanziger Jahren begann und sich auch während des Nationalsozialismus der Swing als verdeckte Jugendkultur etablierte. Generell lässt sich festhalten, dass es keine spezifisch deutsche Popkultur gibt, da diese westlich-amerikanischen Einfluss aufweist.

## Mechanismen der Popkultur
Popkultur folgt verschiedenen Mechanismen:
- Ambivalenz: scheinbare Gegensätze werden aufgehoben: Massen- und Elitekultur, Kunst und Kapitalismus, Virtualität und Realität, Glokalisierung, Prosumer, Technologie und Emotion etc.

- Aktualitätsprinzip und das Streben nach Neuem: Up to date zu sein ist essentiell. Meistens erscheinen die Ideen revolutionär und einfach. Oft wird auch Altes wiederholt, aber stets überreizt wiedergegeben. Die Popkultur folgt also dem Modeprinzip.

- Gebrauch der Massenmedien: Sie sind das zentrale Darstellungs- und Hilfsmittel zur Verbreitung der Hervorbringungen der Popkultur. Durch sie werden die Konsumenten beeinflusst und/oder interaktiv miteinbezogen, z. B. bei Wikipedia, EBay oder Podcasts. Wegen des zunehmenden Rückzugs ins häusliche Privatleben in der heutigen Gesellschaft wächst die Macht der Medien und Marken kontinuierlich, zum Beispiel durch Branded Entertainment.

- Ständige Grenzüberschreitungen, schnelle Veränderung und ein damit verbundenes subkulturelles und revolutionäres Image, das ausgehend von der früheren Popbewegung heute von großen Marken benutzt wird.

- Befriedigung des Bedürfnisses nach Spaß und intensiven Erlebnissen.

## Theorien zur Popkultur
Zur Theorie der Popkultur lassen sich im Wesentlichen zwei Ansätze unterscheiden. Zum einen die Kritische Theorie, die vor allem auf Adorno und die Frankfurter Schule zurückgeht, zum anderen die Cultural Studies, die sich auf das Birminghamer Centre for Contemporary Cultural Studies (CCCS) stützen. Auf der Seite der Kritischen Theorie ist vor allem das Kapitel Kulturindustrie in Adornos und Horkheimers Dialektik der Aufklärung zu nennen, auf der Seite der Cultural Studies haben sich Autoren wie John Fiske, Stuart Hall, Dick Hebdige und Lawrence Grossberg hervorgetan.
Die Cultural Studies untersuchen Kultur im eigentlichen Sinne, ohne wie bei der Kritischen Theorie auf einen gemeinsamen ideologischen Kern zurückzugreifen. Diese wissenschaftliche Disziplin hat sich interdisziplinär weiterentwickelt und eint verschiedenste Lesarten. In den Cultural Studies werden partikulare und lokale Erscheinungen auf ihren Zusammenhang mit sozialstrukturellen Merkmalen, wie z. B. Ethnie, Klasse, Schicht, Gender und sexuelle Orientierung hin untersucht.
Cultural Studies erforschen die Bedeutung von Kultur als Alltagspraxis. Diese Bedeutungen werden als sozial konstruiert aufgefasst. In seiner extremsten Form wird alles als Kultur aufgefasst, was im Zusammenhang mit menschlicher Sprache entsteht und somit einen soziokulturellen und zivilisatorischen Ursprung hat. Die Kritik an den Cultural Studies hinterfragt den Erkenntnisgewinn durch die genannten Ergebnisse.
Die These der Totalitätstheorie der Kulturindustrie Adornos und Horkheimers analysiert die gesellschaftlichen Verhältnisse der 1940er Jahre. Ihre These ist keine kulturkritische, sondern eine gesellschaftskritische Theorie. Die Form der ökonomischen Analyse ihrer Theorie genießt heute keine Aktualität mehr. Sie stellen Kapitalismus als einen ausweglosen, sich in monopolkapitalistischer Formation verdichtenden Block dar. Aktualität wird hingegen der Diagnose des Spätkapitalismus zugerechnet. Adorno und Horkheimer gehen davon aus, dass sich Kapitalismus zum allgegenwärtigen System entwickelt hat. Darin habe sich fortwährend die Idee der Nische aufgelöst. Adorno hat diese Erkenntnis auf die einfache Formel gebracht:

„Es gibt kein richtiges Leben im falschen“

Eine Sonderstellung hat Hans-Otto Hügels Theorie der „ästhetischen Zweideutigkeit der Unterhaltung“. Wie es Dirk Knipphals in der taz formuliert: „Zwischen Frankfurter Schule einerseits und Cultural Studies andererseits schlägt Hans-Otto Hügel einen eigenen Weg ein. Von den Cultural Studies übernimmt er die egalitäre Sichtweise, die Kategorie des Ästhetischen will er jedoch in die Erforschung der populären Kultur zurückholen.“ Für Hügel ist Populäre Kultur Unterhaltungskultur, wobei die Unterhaltung von Fall zu Fall unterschiedlich realisiert wird. In irgendeiner Form sei sie in jeder Unterhaltungssituation nachzuweisen. In Hügels einflussreichem Aufsatz aus dem Jahr 1993 heißt es:

„Weder ist Unterhaltung Zerstreuung, deren Artefakte uns nur über tote Zeit hinweghelfen, noch ist sie Kunst, die uns zwar alles mögliche, das aber immer unbedingt, gibt. Unterhaltung sagt sozusagen: "Ich wasch dir den Pelz und mach dich nicht naß", während die Kunst eher dem Wahlspruch folgt: "Gelobt ist, was reinigt", und die Zerstreuung sagt: "Naß werden willst du auf keinen Fall, also kommst du vom Regen in die Traufe." […] Während Kunstrezeption ihrem Anspruch nach Unbedingtheit fordert, keine Beliebigkeit in der Wahrnehmung und im Interesse erlaubt und daher den Rezipienten Anstrengung abverlangt, ja ihnen opponiert, erlaubt die Unterhaltungsrezeption (fast) jedes Maß an Konzentration und Interesse.“